# 孔派塞尔
孔派塞尔（匈牙利語：Kunpeszér）是匈牙利南部巴奇-基什孔州所辖的一个村，总面积77.55平方公里，总人口677，人口密度9人/平方公里（2002年）。地理坐标为47°04′N 19°17′E。